# Between Angels and Insects
Between Angels and Insects è il terzo singolo dei Papa Roach dall'album Infest del 2000.
Il testo della canzone contiene numerosi riferimenti alla versione cinematografica del romanzo Fight Club di Chuck Palahniuk.

## Video musicale
Nel video, diretto da Joseph Kahn, appaiono i Papa Roach che suonano il brano in una sorta di garage. Vengono usate particolari inquadrature come per esempio la telecamera che mostra l'interno del corpo dei componenti del gruppo e nel garage ci sono molti insetti (riferimento al titolo della canzone) ed in particolare questi fuoriescono a migliaia dalla bocca del cantante nel momento in cui grida.

## Tracce
Versione statunitense
1. Between Angels and Insects
2. Last Resort (Live)
3. Binge (Live)

Versione australiana
1. Between Angels and Insects (Album Version) – 3:56
2. Last Resort – 3:21
3. Dead Cell (Live) – 3:52
4. Legacy (Non-Album Track) – 3:06

## Formazione
- Jacoby Shaddix – voce
- Jerry Horton – chitarra
- Tobin Esperance – basso
- Dave Buckner – batteria

## Classifiche
| Classifica (2000)                    | Posizione massima |
| ------------------------------------ | ----------------- |
| Germania                             | 94                |
| Regno Unito                          | 17                |
| Stati Uniti (Mainstream Rock Tracks) | 27                |
| Stati Uniti (Modern Rock Tracks)     | 16                |